# Championnats de France d'athlétisme 1976
Navigation
Championnats 1975 Championnats 1977
Les Championnats de France d'athlétisme 1976 ont eu lieu du 25 au 27 juin 1976 au Stadium Nord de Villeneuve-d'Ascq. Le 400 mètres haies féminin est disputé pour la première fois dans cette compétition. Les épreuves combinées se déroulent les 3 et 4 juillet 1976 à Montargis, le 10 000 m marche féminin le 9 octobre 1976 à Saint-Denis.

## Palmarès
| Discipline        | Hommes                 | Hommes          | Femmes                   | Femmes       |
| ----------------- | ---------------------- | --------------- | ------------------------ | ------------ |
| 100 m             | Dominique Chauvelot    | 10 s 30         | Chantal Réga             | 11 s 15      |
| 200 m             | Joseph Arame           | 20 s 68         | Chantal Réga             | 22 s 74      |
| 400 m             | Daniel Vélasques       | 46 s 35         | Patricia Darbonville     | 54 s 46      |
| 800 m             | Roqui Sanchez          | 1 min 46 s 8    | Martine Rooms            | 2 min 06 s 4 |
| 1 500 m           | Francis Gonzalez       | 3 min 42 s 1    | Joëlle Debrouwer         | 4 min 23 s 9 |
| 3 000 m           | -                      | -               | Chantal Navarro          | 9 min 42 s 5 |
| 5 000 m           | Jean Conrath           | 13 min 45 s 4   | -                        | -            |
| 10 000 m          | Jean-Paul Gomez        | 28 min 27 s 4   | -                        | -            |
| 10 000 m marche   | -                      | -               | Jacqueline Delassaux     | 55 min 28 s  |
| 20 km marche      | Gérard Lelièvre        | 1 h 36 min 27 s | -                        | -            |
| 100 m haies       | -                      | -               | Nadine Prévost           | 13 s 38      |
| 110 m haies       | Guy Drut               | 13 s 54         | -                        | -            |
| 400 m haies       | Jean-Pierre Perrinelle | 50 s 07         | Catherine Richard        | 60 s 71      |
| 3 000 m steeple   | Jean-Paul Villain      | 8 min 30 s 8    | -                        | -            |
| Saut en longueur  | Jacques Rousseau       | 8,37 m          | Jacqueline Curtet        | 6,23 m       |
| Triple saut       | Bernard Lamitié        | 16,80 m         | -                        | -            |
| Saut en hauteur   | Jacques Aletti         | 2,14 m          | Marie-Christine Debourse | 1,87 m       |
| Saut à la perche  | François Tracanelli    | 5,30 m          | -                        | -            |
| Lancer du poids   | Yves Brouzet           | 19,07 m         | Léone Bertimon           | 15,56 m      |
| Lancer du disque  | Frédéric Piette        | 57,54 m         | Noëlle Marlard           | 49,64 m      |
| Lancer du marteau | Jacques Accambray      | 69,86 m         | -                        | -            |
| Lancer du javelot | Lolesio Tuita          | 72,48 m         | Annie Boclé              | 52,38 m      |
| Décathlon         | Gilles Gémise-Fareau   | 7 589 pts       | -                        | -            |
| Pentathlon        | -                      | -               | Marie-Christine Debourse | 4 431 pts    |